# N'Cho Elodie Mambo
N'Cho Elodie Mambo (født 30. marts 1981 i Abidjan) er en ivoriansk håndboldspiller, som spiller som venstreback for den franske klub Mérignac. Hun spiller også for Elfenbenskystens håndboldladnshold. Hun har tidligere spillet for klubben CJF Fleury-les-Aubrais.
Mambo var nummer ti på topscorelisten i VM 2003 i Kroatien med 43 mål, til trods for at hun kun spillede fem kampe. Under VM 2005 i Rusland scorede hun 35 mål, mens hun under VM 2009 i Kina var den ottende bedste målscorer med 52 mål. Under VM 2011 i Brasilien scorede hun 37 mål.

## Klubber
- Mérignac Handball
- Mios-Biganos bassin d'Arcachon handball

## Meritter
- Bronze ved All Africa Games i 2007 i Algier sammen med Christine Adjouablé, Céline Dongo, Alimata Dosso, Paula Gondo, Rachelle Kuyo, N'Cho Elodie Mambo, Robeace Abogny, Mariam Traoré, Nathalie Kregbo, Julie Toualy, Candide Zanzan og Edwige Zady.
- Sølv ved Afrikamesterskabet 2008